# Leucospora
Leucospora je monotipski biljni rod iz porodice trpučevki  (Plantaginaceae). Jedina vrsta je L. multifida, sjevernoamerička jednogodišnja biljka iz SAD–a i Kanade.
Rod je opisan u J. Acad. Nat. Sci. Philadelphia, 1834.

## Opis
To je mala biljka, naraste do oko 20 cm (8 inči) visoka, sa žljezdasto-dlakavim lišćem. Njegovi duboko razrezani listovi mogu biti naizmjenični, nasuprotni ili kovrčasti. Svaki cvijet ima cjevasti vjenčić dug do ¼ inča (6 mm) i čašku s 5 linearno-lancetastih zubaca. Vjenčić je blijedoplavoljubičast, boje lavande ili gotovo bijel i slabo dvoustan. Gornja usna ima 1-2 plitka režnja, dok donja usna ima 3 plitke režnja. Čaška je zelena ili blijedozelena i dlakava. Razdoblje cvatnje traje od sredine ljeta do jeseni. Pojedine biljke mogu cvjetati s prekidima 1-2 mjeseca, ako ne i duže. Svaki je cvijet zamijenjen jajolikom sjemenskom čahurom koja je otprilike iste duljine kao zupci čaške (manje od 6mm ili ¼ inča duljine). Svaka čahura sadrži mnogo sitnih sjemenki koje su svijetlosmeđe i nalik su prašini. Sjemenke se mogu odnijeti uvis vjetrom ili da ih odnese voda. Korijenski sustav se sastoji od plitkog razgranatog korijena i sekundarnog korijenja.

## Sinonimi
- Conobea multifida (Michx.) Benth.; Prodr. [A. DC.] 10: 391 (1846)
- Capraria multifida Michx.; Fl. Bor. Amer. 2: 22. t. 35 (1803)
- Stemodia multifida (Michx.) Spreng.; Syst. Veg. ed. 16, 2: 811 (1825)
- Sutera multifida (Michx.) Walp.; Repert. Bot. Syst. 3: 271 (1844)